# Koszmosz–1579
A Kozmosz–1579 (cirill betűkkel: Космос–1579) a szovjet Legenda globális tengeri felderítő és célmegjelölő rendszer 1967–1988 között indított, USZ–A típusú aktív radarfelderítő műholdjainak egyike volt.

## Küldetés
A szovjet Legenda (oroszul: Легенда) tengeri felderítő rendszerhez készült USZ–A típusú, aktív radarberendezéssel felszerelt felderítő műhold. A műholdba a BESZ–5 Buk nukleáris termoelektromos generátort építették. Célja a hadihajók (polgári hajók) mozgásának figyelemmel kísérése. A Koszmosz–1412 programját folytatta.

## Jellemzői
1984. június 29-én a bajkonuri űrrepülőtér indítóállomásról egy Ciklon-2A hordozórakétával juttatták Föld körüli, közeli körpályára. Az orbitális egység alappályája  89,6 perces, 65 fokos hajlásszögű, elliptikus pálya perigeuma 250 kilométer, apogeuma 263 kilométer volt. Hasznos tömege 3800 kilogramm. Az űregység orbitális pályáját 11 alkalommal korrigálták (utoljára 2011-ben), biztosítva a közel körpályás haladási magasságot. Felépítése hengeres, átmérője 1.3 méter, magassága 10 méter. A sorozat felépítését, szerkezetét, alapvető fedélzeti rendszereit tekintve egységesített, szabványosított űreszköz.
1996. augusztus 23-án az orbitális egység pályáját 103,92 perces, 65,05 fokos hajlásszögű, elliptikus pálya perigeumát 910 kilométerre, apogeumát 978 kilométerre emelték.
Szolgálati idejének vége ismeretlen.